# Ludojeux
 (septembre 2011).
 (septembre 2023).
Ludojeux est une marque spécialisée dans les jeux de lettres francophones et jeux classiques. Elle se déploie sur quatre différents supports : un magazine papier, un site internet, applications iPhone/Ipad et les réseaux sociaux.

## Ludojeux Mag
Anciennement connu sous le nom de Ludojeux.com, Ludojeux Mag est un magazine trimestriel de jeux de lettres et de jeux classiques présent en France, au Canada, en Belgique et en Suisse.

### Les différents jeux
- Mots fléchés
- Mots croisés
- Mots codés
- Mots mélangés
- Quiz
- Vrai-Faux
- Tests Psy
- Sudoku
- Cubicu
- Matoku
- Anagrammes

Il existe une version 100 % mots fléchés de Ludojeux Mag : LudoFléchés, dont la parution est annuelle.

## Ludojeux.com
Ludojeux.com est un site créé par le groupe Alain Ayache et RCI-JEUX en décembre 2008. C’est un site de jeux « traditionnels » grand public. 
Les jeux présentés
- Jeux de lettres : mots fléchés/croisés, mots codés, anagrammes, mots mélangés…
- Jeux de chiffres : sudoku, cubicu, kakuro, fubuki, takuzu, buzz…
- Jeux quiz : tests psycho, vrai ou faux, cartes de visite, cartes postales....
- Jeux pour enfants : dédiés aux Juniors avec des puzzles, sudoku, memory, intrus...

## LudoFléchés
LudoJeux se décline également sur Iphone et Ipad via une application : LudoFléchés.